# Farges-lès-Chalon
Farges-lès-Chalon este o comună în departamentul Saône-et-Loire, Franța. În 2009 avea o populație de 717 de locuitori.

## Evoluția populației
| An        | 1975 | 1982 | 1990 | 1999 | 2006 | 2009 |
| --------- | ---- | ---- | ---- | ---- | ---- | ---- |
| Populație | 361  | 433  | 531  | 622  | 719  | 717  |